# Browar Żywiec
Browar Żywiec of Browar w Żywcu (Brouwerij Żywiec) is een Poolse brouwerij te Żywiec. De brouwerij maakt onderdeel uit van de Grupa Żywiec.
Het afzetgebied van Żywiec is heel Polen, maar er wordt ook naar enkele andere landen geëxporteerd. Żywiec wordt gezien als het populairste Poolse bier. In de brouwerij in Żywiec wordt voornamelijk Żywiec gebrouwen maar ook 16 andere biermerken.

## Geschiedenis

### 1852-1918
1852 is het officiële jaar waarin Żywiec is opgericht onder de naam 'Arcyksiazecy Browar w Zywcu', maar er werd pas gebrouwen vanaf 1857. De brouwerij werd opgericht door de Habsburgse aartshertog Karl Albrecht. Żywiec behoorde toen tot het Oostenrijks-Hongaars Rijk. 

### 1919-1939
Deze jaren waren vooral tijden van innovatie en positieversterking op de Poolse markt, ondanks de depressie van de jaren 30. In deze periode werd Żywiec gezien als een bier van een hoge standaard, een merk dat werd geassocieerd met het betere leven, een opvatting die door veel Polen werd overgenomen. 

### 1939-1945
Tijdens de Tweede Wereldoorlog valt Żywiec in Duitse handen. Deze laten het bedrijf ongemoeid en zij veranderen het recept niet. Door de vele orders vanuit Duitsland is het begin van de Tweede Wereldoorlog een bloeiperiode voor Żywiec. Wanneer in Polen het Rode Leger oprukt, wordt door ditzelfde leger de brouwerij bijna helemaal verwoest, maar door verzet van medewerkers van het bedrijf wordt het bedrijf niet in zijn geheel met de grond gelijkgemaakt.

### 1945-1990
Ondanks de (bijna)verwoesting van de brouwerij, wordt een jaar na de oorlog de brouwerij herbouwd. Het bedrijf wordt genationaliseerd. In 1956 kwam de huidige Żywiec (een blonde lager) op de markt, bekend door het dansende koppel op de flessen. De brouwerij werd de grootste exporteur van het land, in 1980 was 60% van de productie bestemd voor het buitenland. 

### 1991-2005
In 1992 bedroeg de jaarproductie 850.000 hl. In 1994 neemt het Nederlandse Heineken het bedrijf over. Door deze overname werd, na investeringen, de Żywiecbrouwerij de meest moderne brouwerij in Polen. In 1995 werd al 2 miljoen hl gebrouwen.

## Bieren
- Żywiec
- Heineken